# Lo chiamavano Jeeg Robot
Lo chiamavano Jeeg Robot (prt: O Meu Nome É Jeeg Robot; bra: Meu Nome É Jeeg Robot) é um filme italiano de 2015 dirigido e produzido por Gabriele Mainetti e estrelado por Claudio Santamaria, Ilenia Pastorelli, e Luca Marinelli.
O título do filme é uma citação à série de manga e anime Kotetsu Jeeg de Gō Nagai, popular na Itália.

## Enredo
Em uma Roma constantemente ameaçada por atentados a bomba, o ladrão Enzo Ceccotti é perseguido pela polícia após furtar um relógio e foge ao se jogar no rio Tibre, entrando em contato com uma substância radioativa contida em barris guardados abaixo da superfície. Após emergir do rio, ele passa uma noite assolado por uma forte febre, náusea, e arrepios, mas acorda na manhã seguinte aparentemente bem. Para receptar o relógio, Enzo se encontra com Sergio, membro de uma gangue encabeçada pelo megalomaníaco e violento Fabio Cannizzaro, vulgo "Lo Zingaro", mas este lhe propõe outra missão; recuperar uma quantidade de cocaína transportada para a Itália dentro de duas mulas etíopes a mando de um grupo camorrista comandado por Nunzia Lo Cosimo. Enzo aceita a tarefa, e antes de sair com Sergio conhece a filha deste, Alessia, uma jovem com um transtorno mental que adora a animação japonesa Kotetsu Jeeg (Jeeg robot d'acciaio na Itália) ao ponto de confundir o mundo fantástico com a realidade.
Buscando os homens que carregam a droga e os levando para o último andar de uma construção, o plano da errado quando um destes morre do overdose quando as cápsulas de cocaína se rompem dentro de seu corpo. O companheiro do morto entra em pânico e rouba a arma de Sergio, atirando nele e em Enzo, que cai do prédio com a força do tiro mas de alguma forma fica ileso. Ele foge para casa, evitando Alessia, que procura por seu pai, Enzo descobre que possui invulnerabilidade e força sobre-humana. Na mesma noite ele testa seus superpoderes ao arrancar um caixa automático da parede, e é flagrado pelas câmeras, virando um vídeo viral.
Enquanto isso, Lo Zingaro está determinado a se tornar um dos maiores chefes do submundo romano e procura fazer uso de sua amizade com os camorristas, mas, sem ter notícias de Sergio ou to carregamento de cocaína que havia prometido à Nunzia, vai até Alessia com seus comparsas para extorquir informação. Enzo, ouvindo seus gritos, interrompe, de rosto coberto, saltando pela janela para dentro do apartamento e espancando e expulsando os criminosos. Neste ponto, a moça resgatada acredita que ele é a personificação de Hiroshi Shiba, o Protagonista de Jeeg Robot.
Enzo, de caráter tímido e solitário, leva Alessia para o asilo onde ela vivia quando seu pai estava preso. Subsequentemente, graças a uma informação escrita em um papel no porta óculos de Sergio, ele rouba um carro-forte que Lo Zingaro e seus homens planejavam assaltar para poderem pagar sua dívida com Nunzia, o que só aumenta sua fama. Na mesma noite Alessia aparece no apartamento de Enzo acompanhada por dois policiais que a encontraram vagando pela estrada; pouco depois, ao assistir um episódio de Jeeg Robot, ele tem uma crise histérica, onde revela a Enzo o abuso sexual que sofreu em seu passado. Ao mesmo tempo, a gangue de Lo Zingaro começa a ter conflitos internos; um de seus mais próximos comparsas que recorrer à usura para conseguir dinheiro o suficiente para pagar Nunzia, mas Zingaro, furioso, o transforma em comida para seus rottweilers.  
No meio tempo, sentimentos crescem entre Enzo e Alessia; ele a leva para um parque de diversão pela primeira vez, onde ela se diverte na roda-gigante, e depois os dois vão a um centro comercial onde ele compra o vestido de princesa que ela sempre quis. Dentro do provador, Alessia beija Enzo, e ele considera a demonstração de afeto como consentimento para algo mais e inicia uma relação sexual. Desiludida e humilhada pela súbita violência, a moça o abomina por sua falta de comportamento altruísta pertencente aos heróis, e insiste em saber o que aconteceu com seu pai. Ele admite a morte do homem, e, abalada, Alessia foge em um ônibus, porém Enzo o para com as próprias mãos para o espanto dos outros passageiros, que o filmam com seus celulares. No outro lado do bairro, Lo Zingaro encontra com uma agiota para conseguir o dinheiro da dívida, mas os dois são atacados por Nunzia e seus homens, e no tiroteio que se segue apenas os dois chefes sobrevivem.
Enzo se desculpa com Alessia, e a acompanha para o necrotério para ver Sergio pela última vez. Depois, os dois se hospedam em uma pousada, mas são seguidos por Lo Zingaro, que tranquiliza Enzo e ordena que um de seus homens rapte Alessia. Ameaçando a moça de morte, ele faz Enzo revelar a origem de seus superpoderes, porém quando este o leva para as margens do Tibre, Nunzia e mais de seus capangas os surpreendem,  começando mais um tiroteio e ateando fogo à Lo Zingaro. Alessia, que havia conseguido escapar da van onde estava sendo mantida, é mortalmente ferida e, antes de morrer, pede a Enzo que use seus poderes para o bem. Lo Zingaro, em chamas, se joga nas águas do rio, de onde emerge desfigurado porém com os mesmos poderes de Enzo, e imediatamente vai na casa de Nunzia para se vingar, filmando tudo em seu celular.
Devastado pela morte de Alessia e temendo não conseguir se livrar de sua culpa, Enzo vaga pelas periferias de Roma até se deparar com um acidente de carro. Ele salva uma menina presa no veículo em chamas antes deste explodir, para a admiração de transeuntes e da polícia. O incidente mexe com o espírito e a consciência do ex-ladrão.
Finalmente, Enzo assiste pela televisão uma mensagem delirante de Lo Zingaro, que anuncia que fará um atentado ao Estádio Olímpico durante o derby della Capitale. Determinado a impedi-lo, Enzo vai ao seu encontro e se inicia uma acirrada luta. Incapaz de desativar a bomba, Enzo decide jogá-la no Tibre, porém Lo Zingaro o alcança, e ele é forçado a arrastá-lo para o rio junto com a bomba, que explode e, aparentemente, mata ambos. 
Entretanto, logo depois Enzo aparece vivo, observando a cidade de cima do Coliseu, onde decide protegê-la e assume definitivamente a identidade de Jeeg, usando a máscara que Alessia havia feito para ele, e se prepara para começar uma nova vida à serviço da comunidade.

## Elenco
- Claudio Santamaria - Enzo Ceccotti / Jeeg Robot
- Ilenia Pastorelli - Alessia
- Luca Marinelli - Fabio Cannizzaro / Lo Zingaro
- Stefano Ambrogi - Sergio
- Maurizio Tesei - Riccardo "Biondo"
- Francesco Formichetti - Sporma
- Daniele Trombetti - Tazzina
- Joel Sy - Claudietto
- Antonia Truppo - Nunzia Lo Cosimo
- Salvatore Esposito - Vincenzo
- Gianluca Di Gennaro - Antonio
- Joana Jimenez - Marcellone
- Giampaolo Crescenzio - Pinocchio
- Tommaso Di Carlo - Efeso

## Produção
O filme  foi rodado principalmente em Roma, com um orçamento de cerca de 1.700.000 euros e produzido pela Goon Films em colaboração com a Rai Cinema. O Filme  foi reconhecido como de interesse cultural nacional pela Ministério da Cultura da Itália. O Filme  também é realizado em parceria com o Banca Popolare di Bari. 

## Distribuição
O filme é distribuído pela Lucky Red. Estreou na décima edição do Festival Internacional de Cinema de Roma em 17 de outubro de 2015 e, posteriormente, no Lucca Comics & Games em 30 de outubro. O filme foi lançado nos cinemas italianos a partir de 25 de fevereiro de 2016, e novamente a partir de 21 de abril de 2016 em nível nacional. Em maio de 2016 o Filme  foi comprado pela distribuidora americana Uncork'd para a distribuição nos Estados Unidos. Também no mesmo mês, a distribuidora francesa Nour Films comprou os direitos do filme para distribuição na França. O filme foi lançado em DVD e Blu-ray em 1º de setembro de 2016.

## Recepção

### Bilheteria
Em sua estreia Lo chiamavano Jeeg Robot arrecadou 83.000 euros, ocupando o 5º lugar entre as maiores bilheterias diárias, atrás de porfetti sconosciuti, Deadpool, Zootopia, e The Danish Girl, mas caiu uma posição no dia seguinte, ultrapassado por Tiramisù. No final do primeiro fim de semana de programação, arrecadou outros 796.000 euros. Na semana seguinte, atingiu 1,4 milhões, com quase nenhuma queda no público, tornando-o o filme com melhor desempenho da semana. No final do segundo fim de semana de programação, o filme arrecada outros 616.000 euros, atingindo um total de 1,7 milhões de euros, igual ao seu custo de produção. Durante sua terceira semana nos cinemas, o filme chega a dois milhões de arrecadações, terminando o fim de semana em nono lugar com um total de 2.319 103 euros e a quarta melhor média da semana. Nas semanas seguintes ultrapassou a importante marca de 5 milhões de euros de bilheteira, atingindo uma arrecadação total de 5 042 586 euros.

### Crítica
Lo chiamavano Jeeg Robot obteve principalmente críticas positivas: as interpretações dos atores, o roteiro, a produção técnica e o cenário foram elogiados, enquanto a excessiva duração dos acontecimentos na segunda parte do filme  teve reclamações.

## Reconhecimentos
- 2016 - David di Donatello[20][21]
  - Melhor Novo Diretor a Gabriele Mainetti
  - Melhor Produção a Gabriele Mainetti, Goon Films, e Rai Cinema
  - Melhor Atriz a Ilenia Pastorelli
  - Melhor Ator a Claudio Santamaria
  - Melhor Atriz Coadjuvante a Antonia Truppo
  - Melhor Ator Coadjuvante a Luca Marinelli
  - Melhor Montagem a Andrea Maguolo e Federico Conforti
  - Mercedes-Benz Future Award a Gabriele Mainetti
  - Indicação por Melhor Roteiro a Nicola Guaglianone e Menotti
  - Indicação por Melhor Fotografia a Michele D' Attanasio
  - Indicação por Melhor Música a Gabriele Mainetti e Michele Braga
  - Indicação por Melhor Design de Produção a Massimiliano Sturiale
  - Indicação por Melhor Figurino a Mary Montalto
  - Indicação por Melhor Maquiagem a Giulio Pezza
  - Indicação por Melhor Cabelo a Angelo Vannella
  - Indicação por Melhor Som a Valentino Giannì
  - Indicação por Melhori Efeitos Especiais a Chromatica
- 2016 - Nastro d'Argento[22]
  - Melhor Novo Diretor a Gabriele Mainetti
  - Melhor Ator Coadjuvante a Luca Marinelli
  - Prêmio Hamilton Behind The Camera a Gabriele Mainetti
  - Indicação por Melhor Produção a Gabriele Mainetti, Goon Films, e Rai Cinema
  - Indicação por Melhor Ator a Claudio Santamaria
  - Indicação por Melhor Roteiro a Nicola Guaglianone e Menotti
  - Indicação por Melhor Fotografia a Michele D'Attanasio
  - Indicação por Melhor Design de Produção a Massimiliano Sturiale
  - Indicação por Melhor Figurino a Mary Montalto
  - Indicação por Melhor Trilha Sonora a Gabriele Mainetti e Michele Braga
- 2016 - Globo d'oro[23]
  - Melhor Filme a Gabriele Mainetti
  - Indicação a Melhor Primeiro Filme a Gabriele Mainetti
  - Indicação a Melhor Ator a Claudio Santamaria
  - Indicação a Melhor Atriz a Ilenia Pastorelli
- 2016 - Ciak d'oro[24][25]
  - Melhor Primeiro Filme a Gabriele Mainetti
  - Melhor Ator Coadjuvante a Luca Marinelli
  - Melhor Trilha Sonora a Gabriele Mainetti e Michele Braga
  - Melhor Roteiro Adaptado a Daniele Moretti por Big Jellyfish
  - Indicação por Melhor Atriz Coadjuvante a Antonia Truppo
  - Indicação por Melhor Roteiro a Nicola Guaglianone e Gabriele Mainetti
  - Indicação por Melhor Fotografia a Michele d'Attanasio
  - Indicação por Melhor Montagem a Andrea Maguolo e Federico Conforti
  - Indicação por Melhor Design de Produção a Massimiliano Sturiale
  - Indicação por Melhori Figurino a Mary Montalto
  - Indicação por Melhor Som a Valentino Gianni, Stefano Sabatini e Biagio Gurrieri
  - Indicação por Melhor Produção a Gabriele Mainetti (Goon Films com Rai Cinema)
- 2016 - 8 1/2 Festa do Cinema Italiano de Lisboa[26]
  - Prêmio 8 ½ Festa do Cinema Italiano de Melhor Filme
  - Prêmio do público Canais Tv cine & séries'
- 2016 - Bari International Film Festival[27]
  - Prêmio Ettore Scola a Gabriele Mainetti para Melhor Diretor por Melhor Primeiro ou Segundo Filme.
- 2016 - Imagine Film Festival[28]
  - Silver Scream Award
- 2016 - La Pellicola d'Oro[29]
  - Melhor Operador de Carro e Steadycam a Matteo Carlesimo
  - Melhor Técnico de Efeitos Especiais a Maurizio Corridori
  - Melhor Artista de Storyboard a M. Valerio Gallo
- 2016 - Cinevasioni[30]
  - Melhor Filme da Revisão
- 2016 - Festival delle Cerase[31]
  - Melhor Filme Revelação
  - Melhor Ator a Claudio Santamaria
  - Melhor Atriz  Revelação a Ilenia Pastorelli
- 2016 -Sesterzio d'Argento – RomaSet nella Città
- 2016 - Roseto Opera Prima[32]
  - Vencedor da Rosa d'Oro da XXI edição do festival dedicado aos filmes de novos diretores em Roseto degli Abruzzi
  - Prêmio por Melhor Elenco
- 2016 - Italian Contemporary Film Festival - Toronto[33]
  - Toronto Filme Critics Association Prêmio da critica
- 2016 - Giffoni Film Festival[34]
  - Giffoni Exporience Award a Claudio Santamaria
- 2016 - Isola del cinema[35]
  - Prêmio Groupama Assicurazioni de Primeiro e Segundo Filme a Gabriele Mainetti
  - Prêmio do Público
  - Prêmio pela Melhor Interpretação Masculina a Claudio Santamaria
- 2016 - Magna Graecia Film Festival[36]
  - Prêmio "Monica Scattini" a Ilenia Pastorelli
- 2016 - L'Étrange Festival[37]
  - Grand Prix Nouveau Genre Award Melhor Filme da Revisão
- 2016 - Fantasia International Film Festival
  - Segundo Classificado Best European / North-South American Feature
- 2016 - Prêmio FICE - Federazione Italiana Cinema d'Essai[38]
  - Prêmio por Melhor Novo Diretor a Gabriele Mainetti
  - Prêmio por Melhor Roteiro a Nicola Guaglianone
- 2016 - Festival Internacional de Cine Fantástico de Catalunya Sitges[39]
  - Prêmio do Público, seção Òrbita
- 2016 - Rdc Awards[40]
  - Prêmio Melhor Trilha Sonora a Gabriele Mainetti e Michele Braga
- 2016 - 39º Villerupt Italian Film Festival[41]
  - Amilcar da Critica
- 2016 - 26ª Festival do Cinema Italiano Emergente N.I.C.E[42]
  - Prêmio do Público Americano N.I.C.E Cidade de Florença
- 2016 - Festival La Primavera del Cinema Italiano[43]
  - Prêmio Federico II ao Melhor Filme
- 2017 - Gerardmer Fantasy Film Festival[44]
  - Prêmio do Júri por Melhor Filme
- 2017 - Festival do Cinema Europeu[45]
  - Prêmio Mario Verdone

## Outras mídias
Em 25 de janeiro de 2016, Lucky Red e La Gazzetta dello Sport anunciaram o lançamento de uma história em quadrinhos baseada no filme. O volume foi escrito e editado por Roberto Recchioni, com desenhos de Giorgio Pontrelli e Stefano Simeone, e conta uma curta história autocontida ambientada cronologicamente após os eventos do filme. A história em quadrinhos foi lançada em 20 de fevereiro. As quatro capas variantes diferentes foram criadas por Zerocalcare, Leo Ortolani, Giacomo Bevilacqua e pelo próprio Recchioni.